# A Szovjetunió története
| Időszak   | Név                            |
| --------- | ------------------------------ |
| 1917–1924 | Vlagyimir Iljics Lenin         |
| 1924–1953 | Joszif Visszarionovics Sztálin |
| 1953–1964 | Nyikita Szergejevics Hruscsov  |
| 1964–1982 | Leonyid Brezsnyev              |
| 1982–1984 | Jurij Andropov                 |
| 1984–1985 | Konsztantyin Csernyenko        |
| 1985–1991 | Mihail Gorbacsov               |

A Szovjetunió története szorosan véve a Szovjetunió megalakulásától a megszűnéséig (1922–1991) terjedő időszakot öleli fel, de a jelen cikk a bolsevik hatalomátvételtől, 1917 novemberétől tekinti át a témát.

## Előzmények

### A nagy októberi szocialista forradalom (1917)
A 1917 februárjában az I. világháború tragikus történései, a katonai összeomlás, a nép és a katonák elégedetlensége hatására Oroszországban polgári demokratikus forradalom tört ki, megdöntötték a cári rendszert (február 23.). Júliusban (3–4.) a bolsevikok puccskísérlete megbukott. Lenin Finnországba menekült. Trockijt, Lunacsarszkijt, Kamenyevet bebörtönözték. Az orosz forradalmi hagyományokat, az ingatag politikai helyzetet és a polgári kormány népszerűtlen intézkedéseit (mint amilyen például a háború folytatásának terve, a földosztás halogatása, a választások halogatása) kihasználva egy kis csoport, a bolsevikok Lenin vezetésével és a városi munkások támogatásával 1917. november 7-én (a régi naptár szerint október 25-én) átvették a hatalmat Szentpétervárott. Az Ideiglenes Kormányt letartóztatták, csak Kerenszkij miniszterelnöknek sikerült szerb katonatiszti egyenruhában kiszökni az épületből. A fordulatot Trockij vezényelte le; „nem volt nála jobb bolsevik azokban a napokban”, jegyezte meg elismerően Lenin.

### Polgárháború és intervenció (1918–1922)
1917 novemberében megtartották az általános választásokat, ahol az eszerek (parasztpártiak) nyertek. A bolsevikok 25%-ot (9 millió szavazatot) szereztek. 1918. január 5-én összeült az Alkotmányozó Nemzetgyűlés, január 6-án azonban a vörösgárdisták feloszlatták a gyűlést, ezzel vége szakadt az oroszországi demokratikus kísérletnek. 1918. március 3-án a bolsevikok megkötötték a breszt-litovszki békét, és kihátráltak a háború folytatásából, viszont ezzel a különbékével elveszítették az ország jelentős, fejlett nyugati területeit és a lakosság egyharmadát.

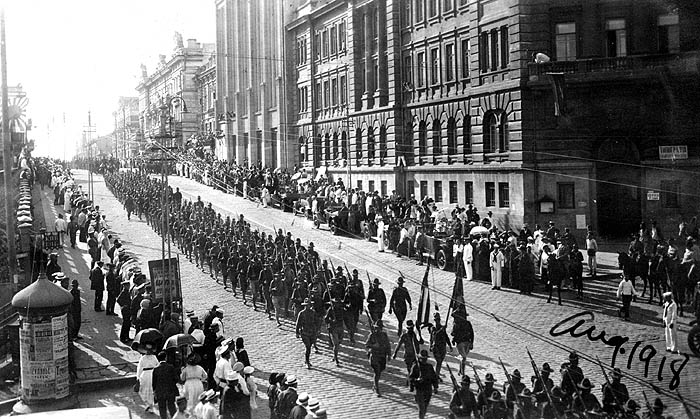
Az antant intervenciósainak parádéja Vlagyivosztokban 1918 augusztusában

Ennek következtében kitört a polgárháború. A fehérek (bolsevikellenes, különböző politikai irányzatú) hadseregei három irányból támadtak: az Ural felől Kolcsak, a Baltikum felől Jugyenyics, a Fekete-tenger felől Gyenyikin és Vrangel tábornokok vezetésével. Az antant nem tudott megegyezni a intervenció szükségességének kérdésében (Churchill és Foch marsall, I. világháborús francia vezérkari főnök támogatta azt, Woodrow Wilson, az Egyesült Államok elnöke azonban ellenezte). Az 1919-re kialakult kedvezőtlen katonai helyzetben Lenin már fel akarta adni Szentpétervárt, hogy a frontvonal kisebb legyen, de Trockij meggyőzte, hogy erre nincs szükség. A Vörös Hadsereget a Kerenszkij-offenzíva következtében megsemmisült orosz hadsereg romjaiból tákolta össze pár hónap alatt Trockij vezérkari főnök, Tuhacsevszkij és Jegorov tábornokok. Október 10-én Orjolnál, október 22-én Szentpétervár előtt megállították a fehéreket. A szövetségesek még ebben az évben visszavonták csapataikat.
1920 elején a lengyelek Kijevhez vonultak, de a Vörös Hadsereg egy-két hét alatt visszaszorította őket; Varsónál azonban Weygand tábornok legyőzte a vörösöket (visztulai csoda). A vereség főbb okai közé tartoztak a vezérkaron belüli ellentétek (Trockij és Sztálin között): Trockij már egy-két héttel a varsói csata előtt jelezte, hogy szerinte a hadsereg kimerült, de Lenin mindenkit meggyőzött a háború folytatásáról.
1920 novemberében a fehérek a Krímet is feladták, ezzel végképp kiszorultak az országból. Vezérkaruk elhajózott Szevasztopolból, az antant biztosította a hajókat.
A fehérek vereségének okai között az ideológiai ellentétek és a parancsnokok közötti széthúzás mellett első helyen szerepelt kedvezőtlen stratégiai helyzetük: az ország központi, iparosodottabb vidékei (Pétervár és Moszkva tágabb környezete) a háború egész folyamán a vörösök kezén maradtak.

## A polgárháború után (1921–1924)

Vörös zászló leng, lengeti a szél

A polgárháború idején kialakult gazdálkodási, gazdaságirányítási gyakorlat, a „hadikommunizmus” fenntarthatatlansága a polgárháború lezárultával nyilvánvalóvá vált. Gazdasági válság alakult ki, amelynek tünetei voltak a pétervári munkássztrájk és a kronstadti matrózfelkelés (amelyet Tuhacsevszkij és Trockij vert le), és ezek már komoly politikai válság kialakulásával fenyegettek. Emiatt Lenin a személyes tekintélyét is latba vetve meggyőzte a X. pártkongresszust (1921. március), hogy hajtsanak végre jelentős politikai fordulatot. Ugyanakkor döntöttek a párton belüli frakciózás betiltásáról is, elsősorban az új politika miatt várható feszültségek hatásainak mérséklése céljából.
Először a gazdaságirányítás néhány új eszközét vezették be, elsősorban a kötelező mezőgazdasági terménybeszolgáltatást felváltó terményadót. Ez és más későbbi intézkedések formálódtak azzá az új politikai irányvonallá, amelyet azután Új Gazdaságpolitika (NEP, Novaja Ekonomicseszkaja Polityika) elnevezéssel jelöltek. A NEP részben visszatérés volt a kapitalizmushoz: engedélyezték a magánvállalkozásokat és a belföldi magánkereskedelmet, de a nagyipar döntő része állami kézben maradt.
1922 áprilisában Sztálint a párt főtitkárává választják, a korábban nem létező poszt betöltőjének az volt a fő feladata, hogy a politikai vezető testületek nevében és megbízásából felügyelje a párt egyre terebélyesedő hivatásos apparátusát, bürokráciáját. Az év további jelentős eseménye volt az eszer vezetők koncepciós pereinek lefolytatása és a Cseka átalakítása GPU-vá (Állami Politikai Igazgatóság) az év elején, decemberben pedig az I. Össz-szövetségi Szovjetkongresszuson megalakult a Szovjetunió, aminek alapját az Oroszországi SZSZSZK, az Ukrán SZSZK, a Kaukázusontúli SZSZSZK és a Belorusz SZSZK között megkötött szövetségi szerződés képezte.
1923-ban ratifikálták a Szovjetunió első alkotmányát, amely meghatározta a szövetségi állam közös ügyeit (honvédelem, külpolitika, gazdasági tervezés). A legfelsőbb szerv elvileg az alkotmányt is ratifikáló Össz-szövetségi Szovjetkongresszus volt, ez választotta meg az Össz-szövetségi Központi Végrehajtó Bizottságot (ÖKVB) és a Népbiztosok Tanácsát (a szovjet kormányt).
1924. január 21-én meghalt Lenin. A XXII. pártkongresszus után nyilvánossá vált végrendeletében írta: „Gondolkodjanak el azon, hogy kellene (ti. Sztálint) erről a posztról áthelyezni.” Mivel azonban utódlására vonatkozóan a végrendelet semmi konkrétumot nem tartalmazott, Sztálin a helyén maradt.

## Hatalmi harc Lenin halála után
Lenin halála után több csoport küzdött a hatalomért: a „baloldaliak platformja” (Trockij és társai), akik a „permanens forradalom” elméletét hirdették; a „közép” (Sztálin-Zinovjev-Lev Kamenyev, az ún. trojka), akik szerint (Trockijék nézeteivel ellentétben) szocializmus egy országban is felépíthető (ez amúgy az ország nemzetközi elszigeteltsége miatt lényegében kényszerű megoldás volt); és végül a „jobbosok” (Buharin, Rikov, Tomszkij).
1925-ben a trojka két tagja, Zinovjev és Kamenyev azt javasolta, hogy zárják ki Trockijt a pártból. Ekkor (január 17-én) még csak a hadügyi népbiztos pozíciójából sikerült eltávolítani. A következő években temérdek irreleváns pozíciót kapott: dolgozott az Elektrotechnikai Igazgatóságon, a Koncesszióügyi Főbizottságon. 1925 októberében felszínre került Sztálin és a trojka másik két tagjának konfliktusa: Zinovjevék bírálták a Sztálin és köre által támogatott NEP-et. Trockijjal 1926 tavaszától léptek szövetségre. 1926 nyarán Trockijt és Zinovjevet kizárták a Politikai Bizottságból, majd 1927 októberében Kamenyevet is. 1927. november 7-én Zinovjev a leningrádi párttagságot (ott volt első párttitkár) akarta mozgósítani egy szónoklattal, a GPU azonban ezt megelőzendő letartóztatta. 1927 decemberében, a XV. kongresszuson az ellenzéket kizárták a pártból. Sztálinnak ehhez jelentős többséget biztosított, hogy sikerült megszereznie Buharin és társai támogatását. 1928-ban a NEP után Sztálin Preobrazsenszkij (akit 1927-ben kizártak) programjának megvalósításába fogott. Emiatt a Központi Bizottságban (KB) szakadás támadt: kisebbségbe kerültek a „jobboldali elhajlók”. Bár Buharin és Kamenyev is arra számított, hogy az újabb kizáráshoz Sztálin a baloldali ellenzék szövetségét kéri, ám Sztálin és támogatói magukban is ki tudták záratni Buharint, Rikovot és Tomszkijt a XVI. kongresszuson (1929).

## Az első ötéves terv, kollektivizálás (1928–36)
Az első ötéves terv a látványos szovjet ipari fejlődés és modernizálódás időszaka, de ezért a lakosság nagyon súlyos árat fizetett. Mivel a szocialista típusú szovjet gazdaságba egyáltalán nem érkezett működőtőke, ezért csak a mezőgazdaságtól lehetett elvonni a forrásokat az ipar, és a sokszor felesleges, megalomániás állami építkezések számára. A kollektivizálással (a gazdákat megfosztották földjeiktől és állatállományuktól, kolhozokba és szovhozokba kellett belépniük, aki nem volt hajlandó belépni arra kényszermunkatábor várt) megkezdődött az osztályellenségnek tekintett kulákok (zsírosparasztok, gazdagparasztok) megtörése. Ennek következtében 1932-33-ban közel tízmillió paraszt éhen halt, mivel a takarmányt az utolsó szemig begyűjtötték és exportálták. Az áldozatok többsége ukrán volt, de nagy számban kerültek ki áldozatok az orosz parasztság köreiből is.
Lásd még: Holodomor

## A sztálini alkotmány (1936)
A Szovjetunió 11 tagállamból áll az alkotmány szerint: Orosz, Ukrán, Kirgiz, Türkmén, Tadzsik, Kazah, Üzbég, Örmény, Grúz, Azerbajdzsáni, Belorusz SzSzk. Az államok elvileg szabadon kiléphettek. Az alkotmány közös ügyekként a honvédelmet, a bank- és postaügyet, a külpolitikát, a közlekedést és a gazdaságot határozta meg. Az államhatalom legfőbb szerve a Legfelsőbb Szovjet. Ez választotta az Elnökséget, a Népbiztosok Tanácsát, a Legfelsőbb Bíróságot 5 évre, és a főállamügyészt 7 éves mandátummal.
Gyakorlatilag minden szovjetet (tanácsot) az SZKP jelölt ki, és általános választással választhatta meg őket, aki elmúlt 17 éves. Az alkotmány deklarálta az SZKP vezető szerepét az államban.
Az alkotmány a maga korában példaértékű volt az emberi és demokratikus jogok és a tagállamoknak biztosított autonómia tekintetében, azonban sohasem valósult meg.

## A csisztka (1936–38)
Sztálin Kirov meggyilkolását arra használta fel, hogy leszámoljon korábbi ellenfeleivel. 5–6 millió ember került a csisztka, a nagy tisztogatás idején Szibériába, számuk a világháború kezdetére megduplázódott. A tisztogatás csúcspontjai a nagy koncepciós perek voltak. 
Főállamügyészként Visinszkij, legfelsőbb bírósági tanácselnökként Ulrih vezette az eljárásokat:
- a tizenhatok pere (1936): Zinovjev, Kamenyev, Szmirnov, Jevdokimov és mások. Minden vádlottat halálra ítéltek.
- a tizenhetek pere (1937): Radek, Pjatakov, Szokolnyikov, Szerebrjakov és mások. Radek 10 évet kapott (majd a lágerben megölte egy társa), a többieket egy kivétellel halálra ítélték.
- a huszonegyek pere (1938): Buharin, Rikov, Jagoda, Kresztyinszkij, Rakovszkij és mások. 19 ember, köztük a főbb vádlottak kaptak halálos ítéletet. Rakovszkij „csak” húsz év kényszermunkát (ennyit gyakorlatilag nem lehetett túlélni, tehát rosszabb volt, mint a halálos ítélet), majd a lágerben ölték meg 1941-ben.

1937-ben a hadsereg vezérkarát is lefejezte Sztálin: 3 marsallt, 12 tábornokot, rengeteg csapattisztet ítéltek halálra. Ekkor halt meg a nagyon népszerű, zseniális hadvezérnek tartott Tuhacsevszkij, valamint Blücher és Jegorov marsall, Jakir, Uborevics, Kork tábornokok. Ez az intézkedés kis híján az ország vesztét okozta a második világháborúban, amikor kezdetben a frissen kinevezett, tapasztalatlan, képzetlen és műveletlen főtisztek hibát hibára halmoztak.
A tisztogatás fő felelősei Sztálin mellett az NKVD (titkosrendőrség) vezetői, Jagoda (1934–36), Jezsov (1938-ig), Berija (1953-ig), valamint Sztálin legközelebbi munkatársai, az ún. apparátcsikok (Molotov, Kaganovics, Zsdanov). 
A katasztrofális politika, a holodomor és a nagy tisztogatás eredményeként az 1937-es szovjet népszámlálás felfelé kerekített eredményei is a Sztálin által elvártnál 20 millió, a pesszimista becsléseknél 10 millió fővel kevesebb szovjet lakost írtak össze. A népszámlálás vezetőit, sok statisztikust is bebörtönöztek az eredményeik miatt.

## A második világháború (1939–1945)
Lásd még:
- Molotov–Ribbentrop-paktum
- Téli háború
- Barbarossa hadművelet

## 1946–1953
A világháborúban a Szovjetunió kb. 25 millió embert veszített, a háború végén 20 millió munkanélküli volt az országban. A német hadifogságból hazatérőket is Szibériába vitték. Sztálin az MVD (titkosrendőrség, vezetője: Lavrentyij Berija, 1946–53) segítségével kiépítette a totális diktatúrát. Zsdanov a kultúrpolitikát Sztálin dicsőítésére használta. A szocialista realizmus lett a hivatalos művészeti irány, a formalizmust, az objektivizmust, a „kozmopolitizmust” üldözik. A hidegháborús szembenállás elméletét Zsdanov és Voznyeszenszkij dolgozta ki.
A Szovjetunió a frissen alakult Izrael állammal is felvette a kapcsolatot, de ez a viszony az Egyesült Államok és Izrael szövetséges viszonya miatt megszakadt.
1948-ban meghalt Zsdanov, s a Malenkov-Hruscsov-Berija trojka eltávolította a hatalomból embereit, a II. világháború alatt a hadigazdaságért felelős Voznyeszenszkijt, Kuznyecov leningrádi első titkárt, (1950-ben egy koncepciós perben mindkettőt halálra ítélték), Andrejevet és Koszigint. Molotov külügyminisztert is leváltották, s a helyére Visinszkij főügyész került (1949–53).
1946–1950 és 1951–1955 között tartott a 4. és 5. ötéves terv időszaka.
Ebben az időben a szovjet hatalom kiszélesedett Európában, de külpolitikailag elszigetelődött. A kommunista gazdaság is válsághelyzetben volt: a termelés nőtt ugyan, de a tőketartalék és a szakmunkások száma is csökkent. Mivel a hatalom az életszínvonal emelését nem tűzte ki célul, és a dolgozók nem voltak érdekeltek a gyárak, kolhozok eredményességében (fizetésüket mindenképpen megkapták), ezért a termelés mennyiségileg és minőségileg is alacsony színvonalon maradt és általános volt a pazarlás.
1952-ben, tizenhárom évvel a legutóbbi után hívták össze a XIX. pártkongresszust. Malenkov meghirdette, hogy a politikájukat (politika elsőbbsége a gazdasággal szemben) megváltoztatják. Sztálin már csak egy rövid záróbeszédet tartott. A KB plénumán több mint másfél óráig beszélt, több elvtársat kiosztott. Az új tisztogatás (antiszemita kampány kezdődött) valószínűleg érintette volna a KB-tagok egy részét is (Kaganovicsot, Molotovot a felesége révén).
1953. március 5-én váratlanul meghalt Sztálin. Az így támadt hatalmi űrben átmeneti időre nem emelkedett ki egyértelmű első számú vezető. Sztálin utóda a Minisztertanács élén Malenkov lett, a párt központi apparátusának irányítója pedig Hruscsov, bár ő formálisan csupán a KB egyik titkára volt. (Ez azonban a közkeletű vélekedéssel ellentétben nem volt változás a korábbi formális állapothoz képest, ugyanis a párt alapszabályából 1934-ben, a XVII. kongresszuson törölték a főtitkári tisztséget, azóta maga Sztálin is csak egyike volt a KB titkárainak, hivatalos dokumentumokon is így szerepelt az aláírása.)

## Hatalmi harc Sztálin halála után. Hruscsov vezetése (1953–1964)
Az enyhülés első akkordjaként Beriját 1953. december 24-én likvidálták.
A pártvezetésért Malenkov miniszterelnök és Hruscsov pártfőtitkár harcolt. Malenkov reformokat vezetett be: amnesztiát hirdettek, enyhítettek a gulagok szigorán, könnyítették a parasztok beszolgáltatási kötelezettségeit. 1954-ben megkezdődtek Hruscsov szűzföld-akciói. 1955-ben Bulganyin lett az új miniszterelnök. Visszavonták Malenkov fogyasztás-reformjait. 1956-ban a XX. pártkongresszuson elhangzott Hruscsov híres beszéde a személyi kultuszról és annak következményeiről. Ekkor hirdették meg a desztalinizálást: Sztálin könyveit, szobrait stb. „kiátkozták”. A beszédet hivatalosan titkosnak szánták, ám mivel szövegét a helyi párttitkárok (sok ezren) is megkapták, biztosra lehetett venni, hogy kiszivárog (a Szovjetunióban hivatalosan 1989-ben jelent csak meg, korábban szamizdatban terjedt). Malenkov, Molotov, Kaganovics és Sepilov szembeszállt a desztalinizálást akaró többséggel: mindet kizárták a KB-ből (1957), majd a pártból (1961). (Eredetileg Vorosilov is támogatásáról biztosította Molotovékat, de a szavazáskor „átállt”.) Visszakerült a hatalomba Koszigin, Brezsnyev is ekkor lett a Központi Bizottság Elnökségének tagja.
1958-ban Hruscsov megszerezte a miniszterelnöki pozíciót is. Folytatta a reformokat: a szakminisztériumok leépítését, helyettük decentralizált gazdasági tanácsok felállítását, nagykolhozok, szovhozok, szak- és politechnikai iskolák létrehozását.
1959-ben, a XXI. pártkongresszuson Hétéves tervet fogadtak el. Ennek fő célkitűzése volt, hogy az egy főre jutó termelés magasabb legyen, mint az USA-ban. 1961-ben a XXII. pártkongresszuson nyilvánosan elítélték Sztálint, kezdetét vette a második desztalinizáció. Ez 1964-ben elvezetett a Kínai Kommunista Párttal való szakításhoz.
1964-ben megbukott Hruscsov. Utódja a főtitkári székben Brezsnyev, az államelnök Mikojan (1964–65), majd helyette Podgornij 1977-ig, a miniszterelnök Koszigin lett.
Hruscsov vezetése alatt újra szerény mértékben növekedett az életszínvonal. A szovjet állampolgárok körében népszerűek voltak a nagyszabású lakótelepépítések (oroszul mikrorajonok, "mikrokerületek", amiket leginkább a budapesti József Attila-lakótelephez vagy Újpalotához lehetne hasonlítani). Az ilyen formában felépült lakások igaz kicsik és zsúfoltak voltak (8 négyzetméter volt a törvényben meghatározott egy főre eső lakóterület a Szovjetunióban, illetve a lakáshiány miatt gyakran több generáció élt együtt), de legalább volt bennük melegvíz, távfűtés és vízöblítésés wc, amiről azelőtt az átlag szovjet állampolgár még álmodni sem mert. (A lakóépületek az építésük idején aktuálisan regnáló vezetőkről kapták a közkeletű tréfás neveiket: "Sztálinka", "Hruscsovka" és "Brezsnyevka".)

### A Szovjetunió népessége 1959-ben
Az 1959. évi összszövetségi népszámlálás alapján a Szovjetuniónak 208 826 650 lakosa volt az eszmei időpontban (az erőltetett urbanizáció ellenére ebből még mindig csak 48% városlakó). A hatalmas háborús veszteségek miatt jelentős nőtöbblet jellemezte az akkori Szovjetunió társadalmát (55% a nők aránya). A népesség több mint fele orosz volt (114 588 000 fő), őket követték az ukránok (36 981 000 fő), fehéroroszok (7 829 000 fő), az üzbégek (6 004 000 fő) és a kazakok (3 581 000 fő). A zsidók száma 2,3 millió, a németeké 1,6 millió, a magyaroké 155 ezer, a cigányoké 132 ezer fő volt. A népesség korösszetételét tekintve fiatalosabb volt a többi európai jellegű társadalomnál (több mint 30% a 15 év alattiak aránya).

## A „pangás” évei (1964–1985)
Brezsnyev 1966-ban hívta össze a XXIII. pártkongresszust. A kongresszuson Koszigin miniszterelnök bejelentette a nyolcadik ötéves tervet (1966–1970). Kína nem vett részt a kongresszuson Hruscsov bukása ellenére sem.
1968-ban meghirdették a Brezsnyev-doktrínát. A fő tézise az volt, hogy az egyes kommunista államok szuverenitása csak addig terjed, amíg nem sérti a kommunista blokk érdekeit. A Szovjetunió ezzel reagált a csehszlovák forradalom (1968. március – augusztus 20.) eseményeire.
1970 augusztusában szerződést írtak alá az NSZK-val, kölcsönösen lemondtak az erőszak alkalmazásáról egymással szemben.
1971. március-áprilisban került sor a XXIV. pártkongresszusra. Elfogadták a 9. ötéves tervet. 1971 szeptemberében Willy Brandt NSZK-elnök és Brezsnyev találkozott a Krímben. A következő évben Nixon amerikai elnök is a Szovjetunióba látogatott. A két állam együttműködési szerződést is kötött.
A Szovjetunió első gazdasági nehézségeit közvetetten az 1973-as és az 1979-es olajválság idézte elő, amikor a kőolaj árának robbanásszerű megemelkedése nagyon megdrágította a kommunista országok pazarló és korszerűtlen nehéziparát, amelynek nagy nyersanyagigénye az addig olcsóbb kőolajtól függött. A hirtelen bekövetkező drágulás adósságspirálba taszította a megújulásra képtelen Szovjetuniót és a többi kommunista országot, amelyek idővel ezen országok gazdasági bukásához vezettek. A kommunista szuperhatalom gazdasági hanyatlását és a tervgazdálkodás hosszú távú fenntarthatatlanságát fokozta a kőolaj 1980-as évek elejére enyhülő világpiaci ára, amelynek eredményeként számottevően csökkent a nyugati országok felé irányuló, szénhidrogén alapú energiahordozók exportjából befolyó dollárbevétele.
A Szolzsenyicin-eset volt az első komolyabb megtorpanás a konszolidáció folyamatában: Nyugatra csempészték, és ott kiadták Alekszandr Szolzsenyicin regényét, az Ivan Gyenyiszovics egy napját. A könyv a szerző Gulagon eltöltött évein alapult. Óriási visszhangja lett, az írót irodalmi Nobel-díjjal is kitüntették. Brezsnyevék már csak ezért sem alkalmazhatták a szokásos módszereket: elmegyógyintézetbe zárás, kivégzés stb. 1974 februárjában Szolzsenyicint kiutasították az országból.
Még ugyanebben az évben Nixon újabb látogatást tett a Szovjetunióban. 1976-ban – az amerikai befolyás növekedésének jeleként – Egyiptom felmondta a Szovjetunióval kötött kétoldalú barátsági szerződést. 1977 júliusában Podgornij államelnököt (1965–1977) kizárták a PB-ből.
1979. decemberben a szovjet csapatok bevonultak Afganisztánba, mivel Taraki kommunistabarát kormányát Amin megbuktatta 1979-ben. Ezzel ismét mélypontra jutottak a kelet-nyugati kapcsolatok.
1982. október 10-én meghalt Brezsnyev. Utódja a főtitkári székben az idős, beteg Andropov lett, aki 1983-ban a Legfelsőbb Tanács Elnökségének elnöke is lett. 1984. február 9-én meghalt, Csernyenko váltotta a vezetői pozícióban az 1985. március 10-i haláláig. A „gerontokrácia”, az elaggott vezetés megújulásra való képtelensége visszatekintve az állampárt elmélyülő válságának jeleként értelmezhető.
Az 1960-as évektől kezdődően a Szovjetunión belül meghatározó demográfiai változások történtek. A balti népek és a keleti szlávok népességnövekedése a kétkeresős-kétgyerekes szocialista családmodell általánossá válásának köszönhetően folyamatosan lassult. Ezzel egy időben a közép-ázsiai népek körében több tényező hatására (muzulmán vallás, életszínvonal növekedése főleg a balti és szláv tagköztársaságok segítségének köszönhetően) népességrobbanás következett be, így tulajdonképpen a rendszert létrehozó és azt fenntartó ortodox szlávok (elsősorban oroszok) aránya folyamatosan csökkent, ez az 1980-as évekre fokozódó belső feszültségekhez vezetett, ami nem elhanyagolható a Szovjetunió felbomlásának folyamatát vizsgálva sem.

## Gorbacsov reformjai (1985–1989)
1986. február: XXVII. pártkongresszuson Mihail Gorbacsov, az SZKP fiatal(nak számító) főtitkára meghirdette a szovjet viszonyok átalakítását („peresztrojka”) és nyitottabbá tételét („glasznoszty”). Április 26-án atomreaktor-baleset történt Csernobilban. A pártvezetés ugyan el akarta titkolni, de Svédországban észlelték a rendkívül megnövekedett radioaktív sugárzást. Nagy botrányt váltott ki a hivatalos szervek kezdeti titkolózása. A katasztrófa súlyos következményeinek enyhítése dollármilliárdokat emésztett fel. Több százezer embert telepítettek ki a szennyezett területekről, de így is sokan meghaltak a sugárdózis okozta betegségektől. A baleset után biztonsági okokból leállítottak több elavult RBMK típusú reaktort, emiatt csökkent az ország villamosenergia termelése, ez pedig az eszkalálódó technológiai lemaradással együtt a gazdasági problémák fokozódásához vezetett. 1986 októberében Reagan, az Amerikai Egyesült Államok elnöke találkozott Gorbacsovval Reykjavíkban az Európába telepített közepes hatótávolságú nukleáris rakéták leszereléséről. 1988. április 14-én aláírták a szerződést a szovjet csapatok afganisztáni kivonásáról: május 15-től folyamatosan vonultak ki a szovjetek. 1988. május 29-június 6 között újabb Gorbacsov-Reagan csúcstalálkozót tartottak. Októberben meghalt Gromiko, a Legfelsőbb Tanács Elnökségének elnöke (1985–1988), majd Gorbacsov lett az államfő is. December 7-én az ENSZ-közgyűlésen Gorbacsov félmillió katona leszerelését ígérte meg. 1989-ben kivonták a páncélos hadosztályokat Magyarországról, Csehszlovákiából és az NDK-ból.

## A Szovjetunió széthullása (1989–1991)

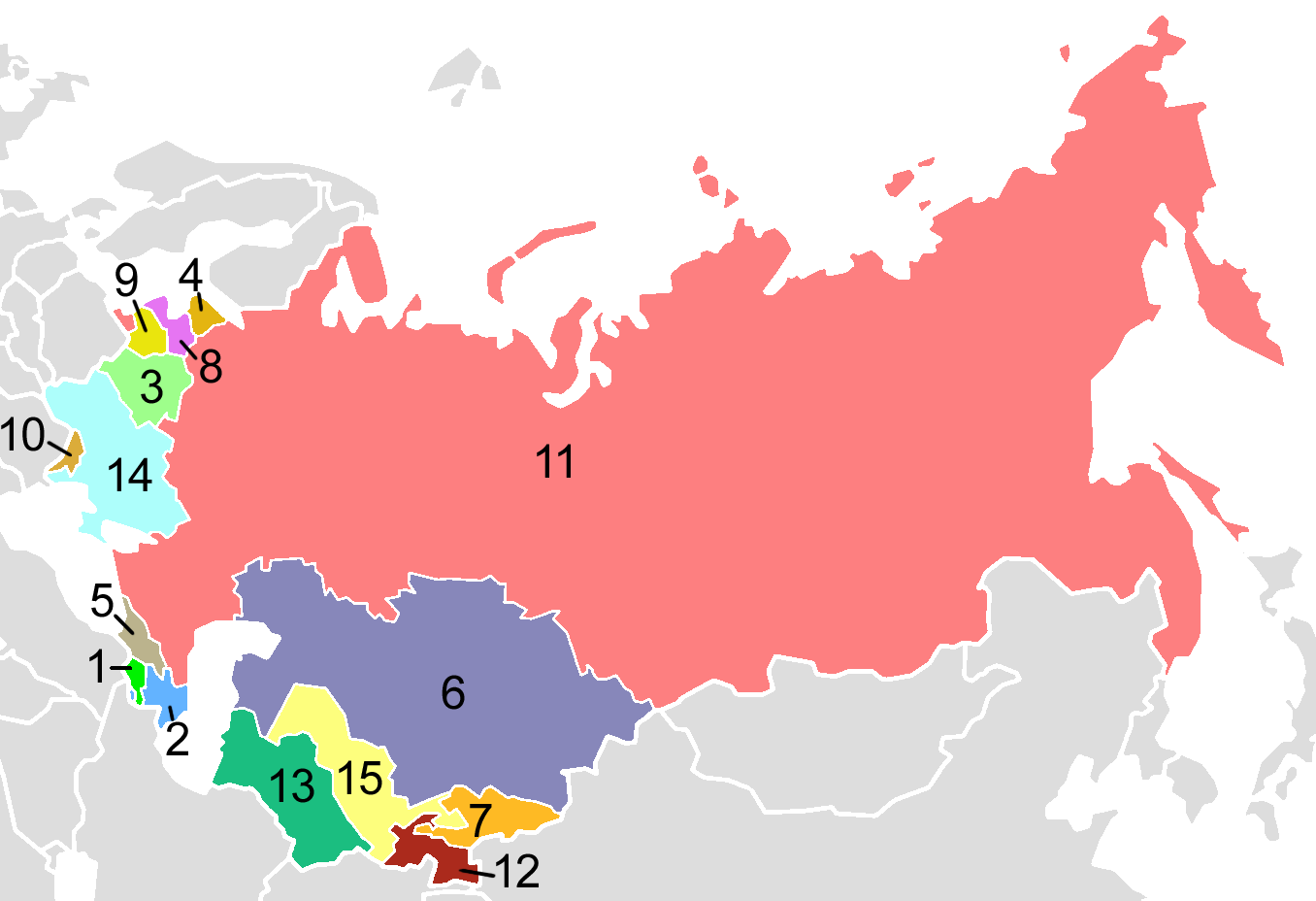
A 15 utódállam:
1. Örményország
2. Azerbajdzsán
3. Fehéroroszország
4. Észtország
5. Grúzia
6. Kazahsztán
7. Kirgizisztán
8. Lettország
9. Litvánia
10. Moldova
11. Oroszország
12. Tádzsikisztán
13. Türkmenisztán
14. Ukrajna
15. Üzbegisztán

A gorbacsovi reformok következtében a Szovjetunió belső válságba került. a glasznoszty következtében egyre nagyobb lett az ellenzék hatalma és nyíltan bírálták a kommunista rendszert. A szovjet tagköztársaságokban megkezdődtek a szervezkedések a függetlenség kikiáltásáért. A balti államok kimondták, hogy a Molotov–Ribbentrop-paktum törvénytelen, ezért törvénytelen az észt, lett és litván államok Szovjetunióban tartása. Különféle szervezetek alakultak, amelyek azt akarták, hogy az adott állam függetlenné váljon. (Észtország – Népfront, Lettország – Népfront, Litvánia – Sajudis, Ukrajna – RUH). 1989-1990-ben megindultak azok a folyamatok, amelyek következtében a Szovjetuniót terrorhullám, konfliktusok, ellentétek gyengítették. 1988-ban Hegyi-Karabahban háború tört ki, amit tovább nehezített az azeri-örmény konfliktus. 1990-ben a balti államok függetlenségi nyilatkozatát a szovjet vezetés nem ismerte el, és 1991. januárban katonai akciókat hajtottak végre a balti államok ellen.
1991. augusztus 19-21-én, Gorbacsov krími üdülése során, politikusok és katonák egy csoportja államcsínyt kísérelt meg, amellyel megpróbálták megdönteni a főtitkár hatalmát. A szervezkedést B.K. Pugo (belügyminiszter), V.A. Krjucskov (KGB vezetője), D.Ty. Jazov (honvédelmi miniszter), V.Sz. Pavlov (miniszterelnök), G.I. Janajev (elnökhelyettes) vezette, akik létrehozták az Állami Rendkívüli Bizottságot (GKCSP). Augusztus 21-én azonban a kormányhoz hű erők leszámoltak velük, a nép sem támogatta az államcsínyt. Az eseményekben nagy szerepe volt Borisz Jelcinnek, aki nyíltan az államcsíny ellen foglalt állást. Ezt követően több tagköztársaság is bejelentette függetlenségét.
1991. december 8-án Borisz Jelcin orosz, Leonyid Kravcsuk ukrán és Sztanyiszlav Suskevics belorusz elnök kimondták a Szovjetunió felbomlását, és létrehoztak egy laza gazdasági szövetséget, a Független Államok Közösségét (FÁK), amelyhez a balti államok kivételével csatlakoztak a volt szovjet tagköztársaságok.
1991. december 25-én Mihail Szergejevics Gorbacsov nyilvános tévébeszédben bejelentette lemondását, amivel a Szovjetunió megszűnt létezni.
A Szovjetunió utódállamait és azok integrációját, illetve az általuk létrehozott szervezeteket a következő táblázat foglalja össze:
| A szovjet tagköztársaság neve | A Szovjetunió tagja | Az utódállam neve | FÁK-tagság | NATO-tagság | EU-tagság | EURASEC-tagság | GUAM-tagság | CSTO-tagság | SCO-tagság |
| ----------------------------- | ------------------- | ----------------- | ---------- | ----------- | --------- | -------------- | ----------- | ----------- | ---------- |
| Azerbajdzsáni SZSZK           | 1936–1991           | Azerbajdzsán      | 1991       | –           | –         | –              | 1997        | –           | –          |
| Belorusz SZSZK                | 1922–1991           | Fehéroroszország  | 1991       | –           | –         | 2002           | –           |             | –          |
| Észt SZSZK                    | 1940–1991           | Észtország        | –          | 2004        | 2004      | –              | –           | –           | –          |
| Grúz SZSZK                    | 1936–1991           | Grúzia            | 1993       | –           | –         | –              | 1997        | –           | –          |
| Kazah SZSZK                   | 1936–1991           | Kazahsztán        | 1991       | –           | –         | 2002           | –           |             | 1996       |
| Kirgiz SZSZK                  | 1936–1991           | Kirgizisztán      | 1991       | –           | –         | 2002           | –           |             | 1996       |
| Lett SZSZK                    | 1940–1991           | Lettország        | –          | 2004        | 2004      | –              | –           | –           | –          |
| Litván SZSZK                  | 1940–1991           | Litvánia          | –          | 2004        | 2004      | –              | –           | –           | –          |
| Moldáv SZSZK                  | 1940–1991           | Moldávia          | 1991       | –           | –         | Megfigyelő     | 1997        | –           | –          |
| Oroszországi SZSZSZK          | 1922–1991           | Oroszország       | 1991       | –           | –         | 2002           | –           |             | 1996       |
| Örmény SZSZK                  | 1936–1991           | Örményország      | 1991       | –           | –         | Megfigyelő     | –           |             | –          |
| Tádzsik SZSZK                 | 1929–1991           | Tádzsikisztán     | 1991       | –           | –         | 2002           | –           |             | 1996       |
| Türkmén SZSZK                 | 1925–1991           | Türkmenisztán     | 1991–2005  | –           | –         | –              | –           | –           | –          |
| Ukrán SZSZK                   | 1922–1991           | Ukrajna           | 1991       | –           | –         | Megfigyelő     | 1997        | –           | –          |
| Üzbég SZSZK                   | 1925–1991           | Üzbegisztán       | 1991       | –           | –         | –              | 1999–2005   | –           | 2001       |

- Megjegyzés: Észtország, Lettország és Litvánia nem tekintik magukat a Szovjetunió utódállamainak.

### El nem ismert államok a volt Szovjetunió területén
- Abházia – Nemzetközi jogilag Grúzia autonóm tartománya, ténylegesen pedig független állam Oroszország befolyása alatt.
- Dél-Oszétia – Nemzetközi jogilag Grúzia része, ténylegesen pedig független állam Oroszország befolyása alatt.
- Hegyi-Karabah Köztársaság – Nemzetközi jogilag Azerbajdzsán autonóm tartománya, ténylegesen pedig független állam Örményország befolyása alatt.
- Dnyeszter Menti Köztársaság – Nemzetközi jogilag Moldova autonóm tartománya, ténylegesen pedig független állam Oroszország befolyása alatt.